# کارده سرماری
کارده سرماری (نام علمی: Arum maculatum) نام یک گونه از سرده کارده است.